# Gameleira (ort)
Gameleira är en ort i Brasilien.   Den ligger i kommunen Gameleira och delstaten Pernambuco, i den östra delen av landet, 1 600 km nordost om huvudstaden Brasília. Gameleira ligger 100 meter över havet och antalet invånare är 19 423.
Terrängen runt Gameleira är platt. Närmaste större samhälle är Ribeirão, 7,8 km norr om Gameleira.
Omgivningarna runt Gameleira är en mosaik av jordbruksmark och naturlig växtlighet. Runt Gameleira är det ganska glesbefolkat, med 50 invånare per kvadratkilometer.